# Шавишвили, Харитон Ростомович
Харитон Ростомович Шавишвили (груз. ხარიტონ შავიშვილი, 1886—1975) — российский революционер, грузинский дипломат, позднее — политический эмигрант и писатель.

## Биография
Родился в многодетной семье Сады Долидзе и Ростома Шавишвили. У его родителей было семеро детей: шесть сыновей и одна дочь. Старший брат, Вано, сыграл важную роль в жизни Харитона. Он отвёз его в Батуми в 1881 году и ввёл в круг революционеров. Там Харитон сблизился с социал-демократами — Исидором Рамишвили, Ноем Хомерики, Бенией Чхиквишвили, Ноем Рамишвили. Познакомился также с Ноем Жордания и Иосифом Сталиным. Революционную деятельность продолжил в Чиатуре, откуда он переехал в Кутаиси.
В 1906 году был арестован, содержался в тюрьме Метехи, затем сослан в Сибирь.
Весной 1908 года ему удалось бежать из Сибири, пересечь Россию, Польшу и в конечном итоге оказаться в Швейцарии, где жил его старший брат Вано. В Женеве встречался с Лениным. У него были близкие отношения с меньшевистскими лидерами — Плехановым и Мартовым. Харитон Шавишвили описал это в книге 1974 года «Русские революционеры в Женеве в 1908 году», изданной на французском языке в Женеве.
В октябре 1918 года вместе с Михаилом Сумбаташвили создал дипломатическое представительство Демократической Республики Грузии в Берне.
После советизации Грузии в феврале 1921 года Харитон Шавишвили остался в Женеве и до 1934 года был представителем Демократической Республики Грузия в Лиге наций.
Несколько раз в Лиге наций подвергал критике Советский Союз. Известно о его выступлении в 1934 году, когда Советскую Россию он обвинил в секретном вооружении.
В ноябре 1918 года Харитон Шавишвили основал Бюро грузинской прессы в Берне. В течение 25 лет Бюро публиковало информацию о политическом и экономическом положении Грузии.
В 1934 году протестовал против вступления СССР в Лигу Наций, деятельность Шавишвили в качестве делегата Грузии в Лиге Наций прекратилась; однако он остался аккредитованным при Лиге Наций представителем «Бюро грузинской прессы».
Во время Второй мировой войны вёл активную работу по поддержке соотечественников в оккупационных зонах Германии, Австрии и Италии. После войны занимался публицистикой.
В Швейцарии создал семью, женился на француженке, в браке родился сын Леван, у которого было трое детей: Екатерина, Эммануил и Изабель (Нино) Шавшавель.
Харитон Шавишвили умер 27 января 1975 года в возрасте 88 лет и был похоронен на кладбище в Женевской колонии.
С 10 июня 2013 года в Женеве, на бульваре Georges-Pavonis на доме, где в конце своей жизни жил Шавишвили, была установлена памятная доска с надписью: «Здесь жил Харитон Шавишвили Революционный писатель представитель Демократической Республики Грузия (по-французски) в Лиге наций жил за Родину (по-грузински)».
Архив Харитона Шавишвили сохраняется Женевской библиотекой ООН, электронная копия была передана в Грузию в 2015 году, эти документы были добавлены в фонды Центрального исторического архива и доступны для грузинских исследователей.